# Juno Awards 2003
Die Juno Awards 2003 wurden am 6. April 2003 im Corel Centre, Ottawa in Ontario, Kanada verliehen. Die Moderation übernahm Shania Twain. Während des Abends wechselte sie mehrmals die Outfits und trug sechs extra für sie geschneiderte Outfits mit den Logos von sechs Teams der National Hockey League aus Kanada. Als sie das Trikot der Toronto Maple Leafs trug, wurde sie ausgebuht, da diese die Erzfeinde der Ottawa Senators sind.
Tom Cochrane, der Sänger von Red Rider, der auch eine umfangreiche Solokarriere hatte, wurde in die Canadian Music Hall of Fame aufgenommen.
Erstmals eingeführt wurde der Juno Fan Choice Award, der sowohl auf den Verkaufszahlenals auch Onlinedaten von Next Big Sound basiert. Unter den fünf so nominierten Künstlern kann dann online abgestimmt werden.

## Nominierungen und Gewinner
Die Nominierungen wurden am 12. Februar 2003 verkündet. Die meisten Nominierungen mit sechs erhielt Newcomerin Avril Lavigne, gefolgt von Shania Twain mit fünf. Lavigne gewann mit vier Awards auch die meisten Junos.

### Personen
| Artist of the Year | Group of the Year |
| --- | --- |
| Shania Twain - Daniel Bélanger - Céline Dion - Alanis Morissette - Remy Shand | Sum 41 - Blue Rodeo - Our Lady Peace - Swollen Members - The Tragically Hip |
| New Artist of the Year | New Group of the Year |
| Avril Lavigne - Shawn Desman - K-OS - Sam Roberts - Sarah Slean | Theory of a Deadman - Bet.e & Stef - Crush - One Ton - Simple Plan |
| Fan Choice Award | Songwriter of the Year |
| Shania Twain - Céline Dion - Diana Krall - Avril Lavigne - Nickelback | Chad Kroeger (Nickelback) – Hero, How You Remind Me, Too Bad - Avril Lavigne with The Matrix – Complicated, I'm with You, Sk8er Boi - Ron Sexsmith – Former Glory, Gold in Them Hills, These Days - Remy Shand – Burning Bridges, Take a Message, The Way I Feel - Shania Twain with Robert John „Mutt“ Lange – I'm Gonna Getcha (Good)                                                |
| Jack Richardson Producer of the Year | Recording Engineer of the Year |
| Alanis Morissette – Hands Clean, So Unsexy - Garth Richardson – Family System, The Red (Chevelle) - Arnold Lanni – I'd Do Anything, I'm Just a Kid (Simple Plan) - Bob Rock – Somewhere Out There (Our Lady Peace), Take Me As I Am (Tonic) - Remy Shand – Burning Bridges, The Way I Feel | Denis Tougas, Double Agent and Everybody's Got A Story von Amanda Marshall - Richard Chycki, Just Like Ali von Tom Cochrane & Red Rider, Visions of Paradise von Mick Jagger - Eric Filto, Another Miracle and Supersexworld von One Ton - Brad Haehnel, Shake It Off von Jarvis Church, Stoplight von Scott Merritt - Randy Staub, Innocent and Somewhere Out There by Our Lady Peace |

### Alben
| Album of the Year | Aboriginal Album of the Year |
| --- | --- |
| Let Go – Avril Lavigne - Rêver mieux – Daniel Bélanger - A New Day Has Come – Celine Dion - Gravity – Our Lady Peace - Up! – Shania Twain | Lovesick Blues – Derek Miller - The Right Combination – Vern Cheechoo and Lawrence Martin - spirit world, solid wood – Leela Gilday - Standing Strong – Chester Knight - Round Dance The Night Away – Randy Wood                                                                     |
| Alternative Album of the Year | Blues Album of the Year |
| You Forgot It in People – Broken Social Scene - Square – Buck 65 - Make Up the Breakdown – Hot Hot Heat - The New Deal – The New Deal - Alone at the Microphone – Royal City | 6 String Lover – Jack de Keyzer - First Class Riff-Raff – Fathead - Wise and Otherwise – Harry Manx - Long Hard Road – The Twisters - 88th & Jump Street – Kenny „Blues Boss“ Wayne                                                                                                  |
| Children’s Album of the Year | Classical Album of the Year (solo or chamber ensemble) |
| Sing with Fred – Fred Penner - Nous sommes tous comme les fleurs – Charlotte Diamond - Once Upon a Tune – Volume 3 – Beanstock – Judy & David - Dodo la planète do dream songs night songs – Pelican Music Project - Let's Play – Raffi | Liszt: Paganini Studie & Schubert March Transcriptions – Marc-André Hamelin - Fritz Kreisler – James Ehnes - Ravel: The Complete Solo Piano Music – Angela Hewitt - Graupner – Partitas for Harpsichord – Geneviève Soly - Osvaldo Golijov: Yiddishbuk – St. Lawrence String Quartet |
| Classical Album of the Year (large ensemble) | Classical Album of the Year (vocal or choral performance) |
| Bruch Concertos: Vol. II – James Ehnes, Mario Bernardi, Montreal Symphony Orchestra - The Overcoat: Music by Dmitri Shostakovich – Angela Cheng, Mario Bernardi, CBC Radio Orchestra - Schumann Piano Works – Anton Kuerti, Mario Bernardi, CBC Radio Orchestra - Nocturnal Dances of Don Juan Quixote – I Musici de Montreal - A Baroque Feast – Tafelmusik | Mozart Requiem – Les Violons de Roy - ¡Ay Que Si! – Suzie LeBlanc - Margison Sings Verdi – Richard Margison - Of Ladies and Love... – Michael Schade - Bach Cantatas – Daniel Taylor & Theatre of Early Music                                                                        |
| Contemporary Christian/Gospel Album of the Year | Country Album of the Year |
| Instrument of Praise – Toronto Mass Choir - Army of Love – Jake - Jubilation VIII – A Cappella Plus – Montreal Jubilation Gospel Choir - Saved! – Northern Blues Gospel All Stars - Tumbling After – Starfield | I’m Gonna Getcha Good! – Shania Twain - I Just Wanna Be Mad – Terri Clark - Curve – Doc Walker - Emerson Drive – Emerson Drive - Shut Up and Kiss Me – Michelle Wright |
| Francophone Album of the Year | Instrumental Album of the Year |
| Rêver mieux – Daniel Bélanger - Rendez-vous – Sylvain Cossette - Break Syndical – Les Cowboys Fringants - Les Lettres Rouges – Lynda Lemay - De l'amour le mieux – Natasha St-Pier | Allegro – Robert Michaels - Celtic Mystique – Howard Baer - Camino Latino / Latin Journey – Liona Boyd - Lakeside Retreat – Oliver Schroer & Dan Gibson - Big Band Love Songs – The Swingfield Big Band                                                                              |
| International Album of the Year | Contemporary Jazz Album of the Year |
| The Eminem Show – Eminem - Weathered – Creed - Escape – Enrique Iglesias - Nellyville – Nelly - Laundry Service – Shakira | Tales from the Blue Lounge – Richard Underhill - Mistura – Mark Duggan's Vuja dé - Love Songs – Warren Hill - Highwire – Neufeld-Occhipinti Jazz Orchestra - Mother Tree – Jean-Pierre                                                                                               |
| Traditional Jazz Album of the Year | Vocal Jazz Album of the Year |
| Life on Earth – Renee Rosnes - Spirituals and Dedications – Jane Bunnett, Dewey Redman, Dean Bowman, Larry Cramer, Stanley Cowell, Kieran Overs, Mark McLean - Then and Now – Oliver Jones and Skip Bey - Thank You, Ted – Rob McConnell Tentet - Evolution – Bernard Primeau and the Montreal Jazz Ensemble                                                 | Shade – Holly Cole - the path of least resistance – Coral Egan - Another Day – Molly Johnson - Pennies from Heaven – Susie Arioli Swing Band - The Wall Street Sessions – Joani Taylor/Bob Murphy                                                                                    |
| Pop Album of the Year | Rock Album of the Year |
| Let Go – Avril Lavigne - Shake It Off – Jarvis Church - Asianblue – Emm Gryner - Everybody's Got a Story – Amanda Marshall - Under Rug Swept – Alanis Morissette | Gravity – Our Lady Peace - Born a Lion – Danko Jones - The Interzone Mantras – The Tea Party - Detox – Treble Charger - Rained Out Parade – Wide Mouth Mason |
| Roots & Traditional Album of the Year – Solo | Roots & Traditional Album of the Year – Group |
| Skating Rick – David Francey - Gingerbread – Kim Barlow - Voodoo King – Bill Bourne - Failer – Kathleen Edwards - That's How I Walk – Stephen Fearing | Chicken Scratch – Zubot and Dawson - All Day Every Day – The Bill Hilly Band (The Bills) - Five Dollar Bill – The Corb Lund Band - Your Daughters and Your Sons – The Duhks - Field Guide – John Reischman and the Jaybirds                                                          |
| World Music Album of the Year | |
| Balagane – Jeszcze Raz - la fiesta mondiale de percussion – The Beat - Cuban Odyssey – Jane Bunnett - Raphael Geronimo's Rumba Calzada Vol. 3 – Raphael Geronimo - Hypnotika – Maza Mezé | |

### Lieder und Aufnahmen
| Single of the Year | Classical Composition of the Year |
| --- | --- |
| Complicated – Avril Lavigne - Bulletproof – Blue Rodeo - A New Day Has Come – Céline Dion - Somewhere Out There – Our Lady Peace - Brother Down – Sam Roberts         | Requiem for a Charred Skull – Bramwell Tovey (Voices on High) - Test Run – John Estacio (Banff International String Competition) - Orbiting Garden – Christos Hatzis (Orbiting Garden) - Music for a Thousand Autumns – Alexina Louie (Music for a Thousand Autumns) - Concerto for Cello – Heather Schmidt (Colour of My Dreams) |
| Dance Recording of the Year | R&B/Soul Recording of the Year |
| Billie Jean – The Sound Bluntz - Wet – Boomtang - Tribalmania – Grand Menage - Freak the Funk – MC Mario - Sunglasses at Night 2002 – Original 3 featuring Corey Hart | The Way I Feel – Remy Shand - You Changed – Jully Black - Get Ready – Shawn Desman - RNB – Carl Henry - World Outside My Window – Glenn Lewis |
| Rap Recording of the Year | Reggae Recording of the Year |
| Monsters in the Closet – Swollen Members - El Dorado – BrassMunk - R.A.W. – Checkmate - Exit – K-OS - Reloaded – Rascalz                                              | You Won't See Me Cry – Sonia Collymore - Gifted Man – Belinda Brady featuring Carla Marshall - Heartache – Mr. Leroy Brown - You Won't See Me Cry – Sonia Collymore - She Boom – Kulcha Connection - Two Hands Clapping – Snow |

### Weitere
| Album Design of the Year | Video of the Year |
| --- | --- |
| Exit von K-OS – Marina Dempster, Nelson Garcia, Steve Goode, Margaret Malandruccolo - Acoustic Kitty von John Mann – John Rummen - Chicken Scratch von Zubot and Dawson – Mark Mushet, John Rummen - Home is Where My Feet Are von Holly McNarland – Garnet Armstrong, Susan Michalek, James Pattyn - Square von Buck 65 – Robbie Cameron, James Patterson | Weapon von Matthew Good – Regie: Ante Kovac, Matthew Good - Black Black Heart von David Usher – Produzent: Craig Bernard - Lovercall von Danko Jones – Produzent: Craig Bernard, Danko Jones - Superstarr Pt. 0 von K-OS – Produzent: Micah Meisner - PDA von Interpol – Produzent: Christopher Mills |

### Canadian Music Hall of Fame
- Tom Cochrane